# Jan Nepomucen Mazaraki
Jan Nepomucen Mazaraki herbu Newlin (ur. ok. 1748, zm. w 1837) – podporucznik w powstaniu kościuszkowskim, uczestnik konfederacji barskiej, chorąży 4. Brygady Kawalerii Narodowej w 1790 roku.